# Departament de la Presidència de la Generalitat de Catalunya
El conseller de la Presidència de la Generalitat de Catalunya és el màxim representant del Departament de la Presidència. En algunes legislatures, les funcions de presidència van ser assumides pel President de la Generalitat o el Conseller Primer.

## Funcions
Correspon al Departament de la Presidència:
- El suport i assistència al president de la Generalitat de Catalunya en l'exercici de les seves funcions.
- Les funcions de Secretaria del Govern, l'assessorament, representació i defensa jurídica del Govern i de l'Administració de la Generalitat i dels organismes que en depenen, així com la gestió de les publicacions oficials.
- La coordinació i seguiment del Consell Tècnic, sense perjudici de les atribucions conferides al vicepresident o vicepresidenta del Govern.
- El suport a la coordinació interdepartamental i l'impuls d'estratègies conjuntes.
- L'estratègia comunicativa i la política informativa del Govern, així com la informació i difusió de l'activitat del president i del / de la portaveu.
- La relació amb els mitjans de comunicació, l'organització de la prestació dels serveis audiovisuals de la Generalitat i d'àmbit local, i la regulació i control dels serveis de comunicació en l'àmbit de Catalunya.
- L'impuls al desplegament de l'autogovern.
- La cooperació amb l'Administració local de Catalunya.
- Les relacions institucionals i amb el Parlament.
- L'impuls d'estratègies i avaluació de les administracions públiques i del sector públic, així com la seva estructura i dimensionament, organització, funcionament, coordinació i digitalització, així com el desenvolupament de l'administració electrònica, la formació del personal al servei de les administracions públiques i la funció pública.
- La direcció de les polítiques esportives.
- Qualsevol altra que li atribueixin les lleis i altres disposicions.
- Sense perjudici dels òrgans i organismes que es puguin adscriure o relacionar mitjançant la norma corresponent, resten adscrits al Departament de la Presidència el Patronat de la Muntanya de Montserrat, la Casa de la Generalitat a Perpinyà, l'Entitat Autònoma del Diari Oficial i de Publicacions (EADOP), l'Institut d'Estudis de l'Autogovern i l'Escola d'Administració Pública de Catalunya.

## Llista de Consellers
| #                                                | Legislatura                                      | Nom                                              | Nom                                              | Inici mandat                                     | Fi mandat                                        | Partit polític                                   | Partit polític                                   |
| Conselleria adjunta a la Presidència (1980-1984) | Conselleria adjunta a la Presidència (1980-1984) | Conselleria adjunta a la Presidència (1980-1984) | Conselleria adjunta a la Presidència (1980-1984) | Conselleria adjunta a la Presidència (1980-1984) | Conselleria adjunta a la Presidència (1980-1984) | Conselleria adjunta a la Presidència (1980-1984) | Conselleria adjunta a la Presidència (1980-1984) |
| ------------------------------------------------ | ------------------------------------------------ | ------------------------------------------------ | ------------------------------------------------ | ------------------------------------------------ | ------------------------------------------------ | ------------------------------------------------ | ------------------------------------------------ |
| 1                                                | I                                                |                                                  | Miquel Coll i Alentorn                           | 8 de maig de 1980                                | 17 de maig de 1984                               |                                                  | Unió Democràtica de Catalunya                    |
| Departament de la Presidència (1996-actualitat)  |                                                  |                                                  |                                                  |                                                  |                                                  |                                                  |                                                  |
| 2                                                | V                                                |                                                  | Xavier Trias i Vidal de Llobatera                | 11 de gener de 1996                              | 3 de febrer de 2000                              |                                                  | Convergència Democràtica de Catalunya            |
| 2                                                | VI                                               |                                                  | Xavier Trias i Vidal de Llobatera                | 11 de gener de 1996                              | 3 de febrer de 2000                              |                                                  | Convergència Democràtica de Catalunya            |
| 3                                                |                                                  | Joaquim Triadú i Vila-Abadal                     | 3 de febrer de 2000                              | 17 de gener de 2001                              |                                                  |                                                  | Convergència Democràtica de Catalunya            |
| 4                                                | VII                                              |                                                  | Joaquim Nadal i Farreras                         | 13 de maig de 2006                               | 29 de novembre de 2006                           |                                                  | Partit dels Socialistes de Catalunya             |
| 5                                                | X                                                |                                                  | Francesc Homs i Molist                           | 27 de desembre de 2012                           | 14 de gener de 2016                              |                                                  | Convergència Democràtica de Catalunya            |
| 6                                                | XI                                               |                                                  | Neus Munté i Fernández                           | 14 de gener de 2016                              | 14 de juliol de 2017                             |                                                  | Partit Demòcrata Europeu Català                  |
| 7                                                | XI                                               |                                                  | Jordi Turull i Negre                             | 14 de juliol de 2017                             | 28 d'octubre de 2017                             |                                                  | Partit Demòcrata Europeu Català                  |
| 8                                                | XII                                              |                                                  | Elsa Artadi i Vila                               | 29 de maig de 2018                               | 24 de març de 2019                               |                                                  | Independent                                      |
| 9                                                | XII                                              |                                                  | Meritxell Budó i Pla                             | 24 de març de 2019                               | 26 de març de 2021                               | Partit Demòcrata Europeu Català                  |                                                  |
| 10                                               | XIV                                              |                                                  | Laura Vilagrà i Pons                             | 26 de març de 2021                               | 12 d'agost de 2024                               |                                                  | Esquerra Republicana de Catalunya                |
| 10                                               | XV                                               |                                                  | Albert Dalmau Miranda                            | 12 d'agost de 2024                               | En el càrrec                                     |                                                  | Partit dels Socialistes de Catalunya             |

## Arxiu Central Administratiu del Departament de la Presidència
L'Arxiu Central Administratiu del Departament de la Presidència (AADP) és un arxiu de titularitat pública que forma part del Sistema d’Arxius de Catalunya (SAC), dins el grup d'Arxius de la Generalitat de Catalunya seguint el dictaminat al Decret 76/1996 i la Llei 10/2001. L'AADP reuneix la documentació semiactiva del Departament de la Presidència, dona suport a les unitats administratives amb el Sistema de Gestió de la Documentació Administrativa (activa i semiactiva) i ofereix assessorament i formació en gestió documental al personal del Departament, les seves delegacions territorials i organismes dependents. L'Arxiu Central Administratiu del Departament de la Presidència es localitza a la planta baixa del Palau de la Generalitat de Catalunya, a nivell de carrer, i inferior al Pati dels Tarongers (gran part del Palau de la Generalitat està alçat uns metres del carrer).
Està estipulat que l'Arxiu Central Administratiu del Departament de la Presidència, guarda la documentació des dels 5 fins als 15 anys. La documentació de més de 15 anys que l'AADP ja no custòdia és transferida a l'ANC, com per exemple, el fons amb el codi de referència ANC1-283, del Departament de la Presidència. Excepcionalment, l'AADP encara custodia documentació des de 1977, a partir de la restauració de la Generalitat de Catalunya, és a dir, documentació inactiva.